# Tarnov (Nebraska)
Tarnov est un village du comté de Platte, dans l'État du Nebraska, aux États-Unis. En 2020, il comptait une population de 52 habitants.